# Rómulo Vergara
Rómulo Antonio Vergara Pabón (Zea, Estado Mérida, 30 de julio de 1953-Lima, 9 de abril de 2025) fue un predicador y misionero venezolano, conocido por su labor dentro del Movimiento Misionero Mundial (MMM). Ocupó diversos cargos en esta organización, entre ellos presidente de la Junta Nacional en Venezuela (1995-2011), Supervisor Nacional del MMM en ese país desde 2001 y miembro de la junta de directores internacional desde 2010. También estuvo a cargo de la supervisión de la obra misionera en África a partir de 2008.
Durante más de cinco décadas, desempeñó labores de evangelización en América Latina, el Caribe, Europa y África. Fundó iglesias, institutos bíblicos, medios de comunicación y centros de formación en países como Venezuela y Guinea Ecuatorial. Fue pastor principal de la iglesia en Pueblo Nuevo El Chivo, Venezuela, desde 1994 hasta su fallecimiento, y participó activamente en convenciones nacionales e internacionales del MMM.

## Biografía

### Primeros años
Nació el 30 de julio de 1953 en Zea, estado Mérida, Venezuela. Su padre falleció cuando su madre tenía apenas tres meses de embarazo. Creció en un entorno rural marcado por la pobreza, las limitaciones y el trabajo desde temprana edad. A pesar de la prohibición de su padrastro para estudiar, buscó espacios clandestinos para aprender a leer y escribir. Compartió su infancia con ocho hermanos, entre ellos Clemente Vergara. A los doce años, se refugió con una familia tras escapar del ambiente hostil que vivía debido al maltrato psicológico. Dos años después regresó con los suyos para trabajar junto a su padrastro, esta vez a orillas del río Jabillo, en el municipio Colón, donde una de sus hermanas, de seis años, falleció a causa de la anemia.
En enero de 1972, a los dieciocho años, ingresó al servicio militar. Inició su formación en el conscripto militar de San Cristóbal y luego fue trasladado al Centro de Adiestramiento de Reemplazo en Naguanagua, donde cursó estudios de educación primaria, los cuales no había podido completar durante su infancia. Posteriormente, fue asignado al Cuartel Fuerte Tiuna, a la circunscripción militar de Maracaibo y al Cuartel Libertador, donde continuó con su escolarización. Culminó su servicio militar en diciembre de 1973 en el Cuartel Fuerte Mara. Finalizado este periodo, trabajó en un estacionamiento junto a su hermano Clemente, y luego en una talabartería ubicada en la avenida Urdaneta. Solían encontrarse en la Plaza Catia, donde un grupo de evangélicos realizaba cultos al aire libre. Ambos fueron invitados a la iglesia; su hermano se convirtió al cristianismo, y diez días después, en abril de 1974, Rómulo también adoptó esa fe.

### Familia
El 20 de diciembre de 1980, Rómulo Vergara contrajo matrimonio con Xiomara Rincón, a quien conoció en el barrio José Félix Rivas, donde ambos asistían a la iglesia. Según relató, «durante mi tiempo de permanencia en ese lugar, cada vez que terminaba el culto me dirigía hacia ella para saludarla como a cualquier otra creyente de la iglesia». Su vínculo se fortaleció luego de un culto de despedida del Rev. Orlando Anzola, quien, guiado por el Espíritu Santo, oró por ella junto a un grupo de obreros, entre ellos Vergara, de quien —según sus palabras— «nació un sentimiento hacia ella». Meses después, decidieron casarse.
Tuvieron cuatro hijos. Keila Roxana (n. 1982, predicadora evangélica y misionera en España); Sarid (n. 1986, dirige el ministerio del MMM en Guatemala); Joel (n. 1988, pastor evangélico y misionero cristiano en Portugal); y Salai Safir (n. 1996, congrega en la organización del Movimiento Misionero Mundial en Oviedo). Vergara tiene 8 nietos.

## Ministerio

### Comienzos
En 1974, sirvió brevemente como obrero en la iglesia del Movimiento Misionero Mundial (MMM) en Coloncito, estado Táchira. Durante su estancia, su hermano Clemente, quien era líder de la congregación, regresó a Caracas y le confió la dirección del ministerio. Tras consultar con el pastor Orlando Anzola, de la iglesia del MMM en Caracas, sobre el bautismo en agua, recibió la doctrina de la obra escrita por Luis M. Ortiz y fue admitido como miembro de la iglesia en 1975. Inició su ministerio con una gira evangelística por Colombia, acompañado por su pastor, su hermano Clemente y dos obreros. Finalizada la gira, fue asignado como colaborador en la iglesia de Pueblo Nuevo-El Chivo, identificada como la cuarta obra del MMM en Venezuela. Posteriormente, regresó a Caracas y continuó actividades en San Félix y Maracaibo. Más adelante, fue enviado a El Limón, donde, años más tarde Vergara recordó sus inicios en aquel poblado:
«Éramos pocos en ese entonces, pero estábamos llenos de fe y gozo. Fueron momentos de quebrantamiento en la presencia del Señor, momentos gloriosos que marcaron un antes y un después en mi vida espiritual».
En 1980, fue enviado a Los Olivos, donde realizó jornadas de ayuno y vigilias, así como a Ciudad Guayana, donde contrajo nupcias con la hermana Xiomara Rincón. Después de su matrimonio, continuó su ministerio en San Félix hasta el 30 de noviembre de 1983.

### Viajes misioneros y cargos oficiales
En diciembre de 1983, inició su labor misionera en el exterior al tomar la dirección de la primera obra del MMM en Curazao, la cual había sido iniciada por Clemente Vergara, quien viajó a Den Haag para fundar una nueva obra junto con él. En 1984 fundó la primera sede de la organización en África, específicamente en Guinea Ecuatorial, acompañado de Clemente Vergara. Durante esa etapa, ambos asumieron temporalmente el rol de sacerdotes católicos como estrategia para evitar la persecución religiosa en el país. Durante su estancia, Clemente volvió a Curazao dejándolo al cargo de la obra. Rómulo dirigió muchas campañas evangelísticas e intensificó la predicación al aire libre. Organizaban eventos para la conversión de las personas a Cristo. Sin embargo, contrajo disentería y, dos meses después, fue afectado por una epidemia de cólera. Nueve meses más tarde, padeció malaria, de las cuales se recuperó. El 3 de noviembre de 1984, se junto con su familia en Rubí, Barcelona, y fue instalado como pastor en Tarrasa por el Rev. Orlando Anzola, el supervisor de Europa del MMM en ese momento. Vergara ministró durante seis meses en esa iglesia, antes de trasladarse con su familia a Portugal en 1985 para continuar con la labor misionera en el pueblo de Muncifal, ubicado en Sintra. Posteriormente, inició una iglesia en el pueblo de Cruz de Pau, a orillas del río Tajo, mientras colaboraba simultáneamente en la iglesia central del MMM en Portugal hasta 1987, año en que continuó su labor únicamente en Lisboa.  
En 1994 fue nombrado pastor de la iglesia del sector Pueblo Nuevo El Chivo, en Venezuela. Durante su estancia, participó en cultos doctrinales, bautismos en distintas regiones de la ciudad y eventos evangelísticos organizados por su congregación. Posteriormente, la oficialidad del MMM en Venezuela lo trasladó al presbiterio de la zona 5, ubicada al sur del Lago de Maracaibo y en parte del estado Mérida. Más adelante, asumió la responsabilidad de la zona 7, situada en La Fría, estado Táchira, donde sirvió entre 1995 y 2001. Fue vicepresidente de la Junta Nacional del MMM en Venezuela desde 1995 y, a partir de 2001, asumió la supervisión de la obra en ese país durante un periodo de diez años. En su gestión promovió la unificación organizativa de la iglesia, así como la creación de medios de comunicación, institutos bíblicos, templos, programas de formación para obreros y el desarrollo de nuevos campos blancos. Al finalizar su periodo como Supervisor Nacional, el número de iglesias del MMM en Venezuela había aumentado de 197 a 407. A partir de 2008 asumió la supervisión de la obra misionera en África, desempeñando labores en países como Guinea Ecuatorial, Ghana, Camerún, Mozambique, Gabón, Uganda, Costa de Marfil y Malaui. Su trabajo incluyó la organización de campañas de evangelización y la formación de líderes locales dentro de la comunidad cristiana del MMM.

### Últimos años
En 2010 fue incorporado como miembro de la Junta de Directores Internacional del Movimiento Misionero Mundial, cargo que ocupó hasta su fallecimiento. Además de su labor en África, Vergara participó activamente en América Latina, especialmente en su país natal, donde intervino de forma regular en convenciones nacionales. Mediante el uso estratégico de los medios de comunicación, amplió el alcance de la denominación al fundar dos emisoras de radio: una de ellas, Impacto Misionero, transmite en la frecuencia 88.9 MHz en El Vigía, estado Mérida; y la otra, La Voz Misionera, en la frecuencia 106.9 MHz en Pueblo Nuevo El Chivo, estado Zulia. Esta última emisora fue inaugurada bajo la dirección de su iglesia local, desde la cual transmitía el programa radial La verdad os hará libres (2024).  

## Fallecimiento
Rómulo Vergara volvió a Lima, el 7 de abril de 2025, tras participar en la primera fase de la Convención Nacional en el Perú, realizada en Arequipa. Al día siguiente visitó por la mañana la casa del pastor Rodolfo González Cruz y por la noche fue invitado para predicar en la iglesia del MMM en Canto Grande, siendo esta su última prédica. El 9 de abril asistió a una reunión con pastores de la junta internacional para coordinar la siguiente convención, prevista para realizarse en Huánuco. A las 10 de la mañana visitó las instalaciones de Bethel Televisión, donde participó en la grabación del programa Espejos. Poco antes de concluir su visita, sufrió un paro cardiorrespiratorio y fue trasladado de emergencia a una clínica cercana, donde falleció ese mismo día.
Esa noche se le rindió un homenaje póstumo en el templo central del MMM en Lima, evento transmitido por Bethel Televisión. Participaron obreros, predicadores y oficiales internacionales de la organización, entre ellos Humberto Henao, Mario Lima Vacaflor, Luis Meza Bocanegra, Josué Ascarruz y Clemente Vergara, su hermano, quien ofreció unas palabras bajo el texto de Hechos 20:24, junto a familiares ante el féretro cubierto con la bandera nacional de Venezuela. Después se entonó un himno congregacional, y se procedió con el retiro del ataúd hacia la funeraria encargada de la repatriación de sus restos a Venezuela.

## Libros
- No solo es sufrimiento: Crónicas de un misionero (2025)